# Molophilus clavistylus
Molophilus clavistylus là một loài ruồi trong họ Limoniidae. Chúng phân bố ở miền Cổ bắc.